# Bulnes
Bulnes ist eine Parroquia mit 42 Einwohnern (Stand 2014) in der Gemeinde Cabrales in der nordspanischen autonomen Region Asturien.

## Lage
Bulnes liegt im Nationalpark Picos de Europa in einer Höhe von 625 m über dem Meeresspiegel. Der Ort verfügt über keine Straßenanbindung, der Pfad aus dem Tal des Río Cares durch das Seitental Canal del Tejo (asturianisch Canal del Texu) ist nicht mit Fahrzeugen benutzbar. Bulnes besteht aus zwei Ortsteilen, dem östlichen La Villa (oder Bulnes de Abajo) und dem westlichen, etwas höher liegenden El Castillo (oder Bulnes de Arriba). Erst seit dem Jahr 2001 verbindet eine 2227 Meter lange, in einem gerade und mit gleichbleibender Steigung aufgefahrenen Tunnel verlaufende Standseilbahn die Siedlung mit der Talstation Poncebos am Río Cares; sie überwindet einen Höhenunterschied von 325 Metern und wird sowohl zur Personenbeförderung als auch für den Transport von Waren und Material genutzt. Für die Einwohner ist die Benutzung kostenlos.

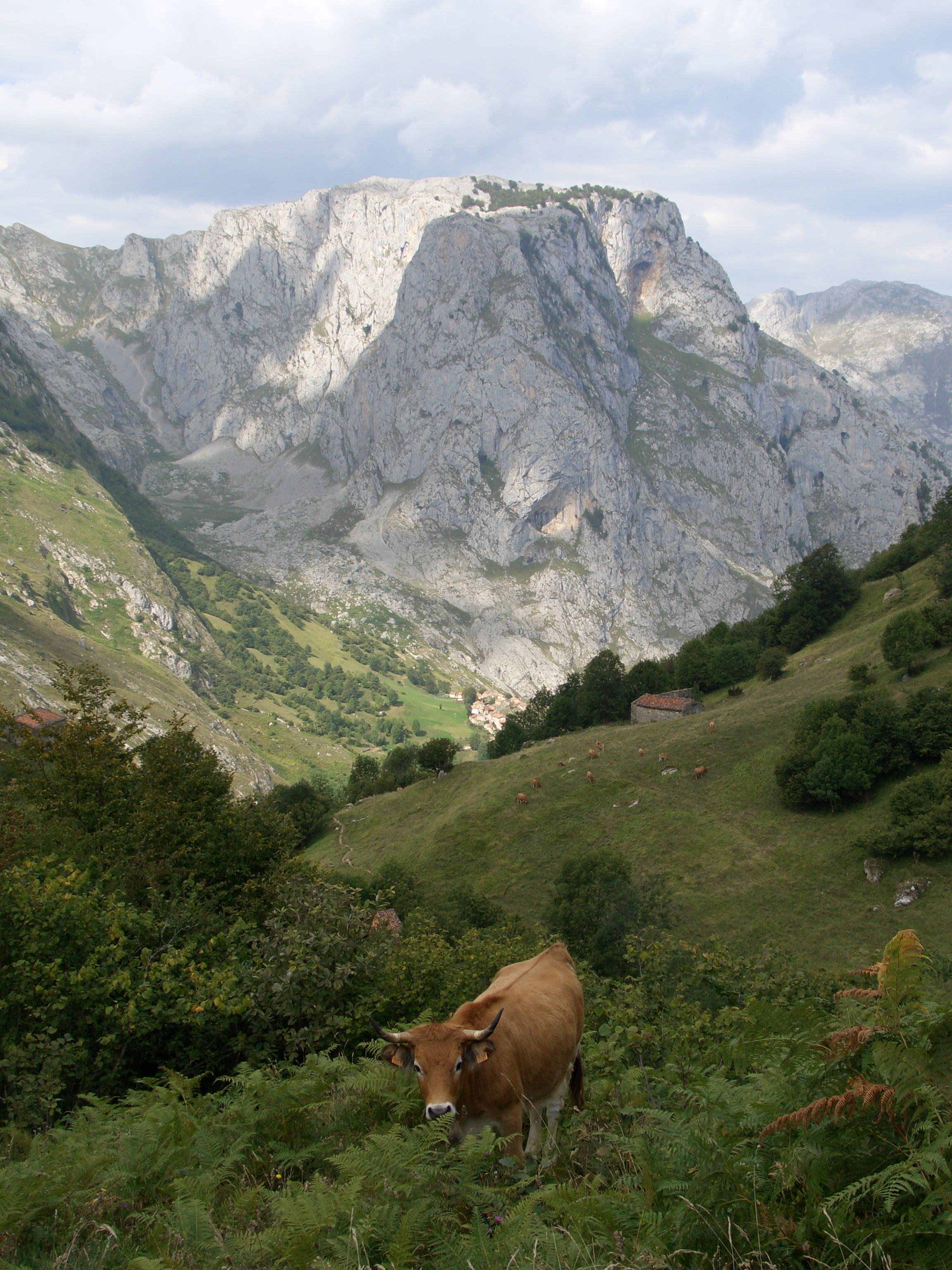
Blick auf Bulnes
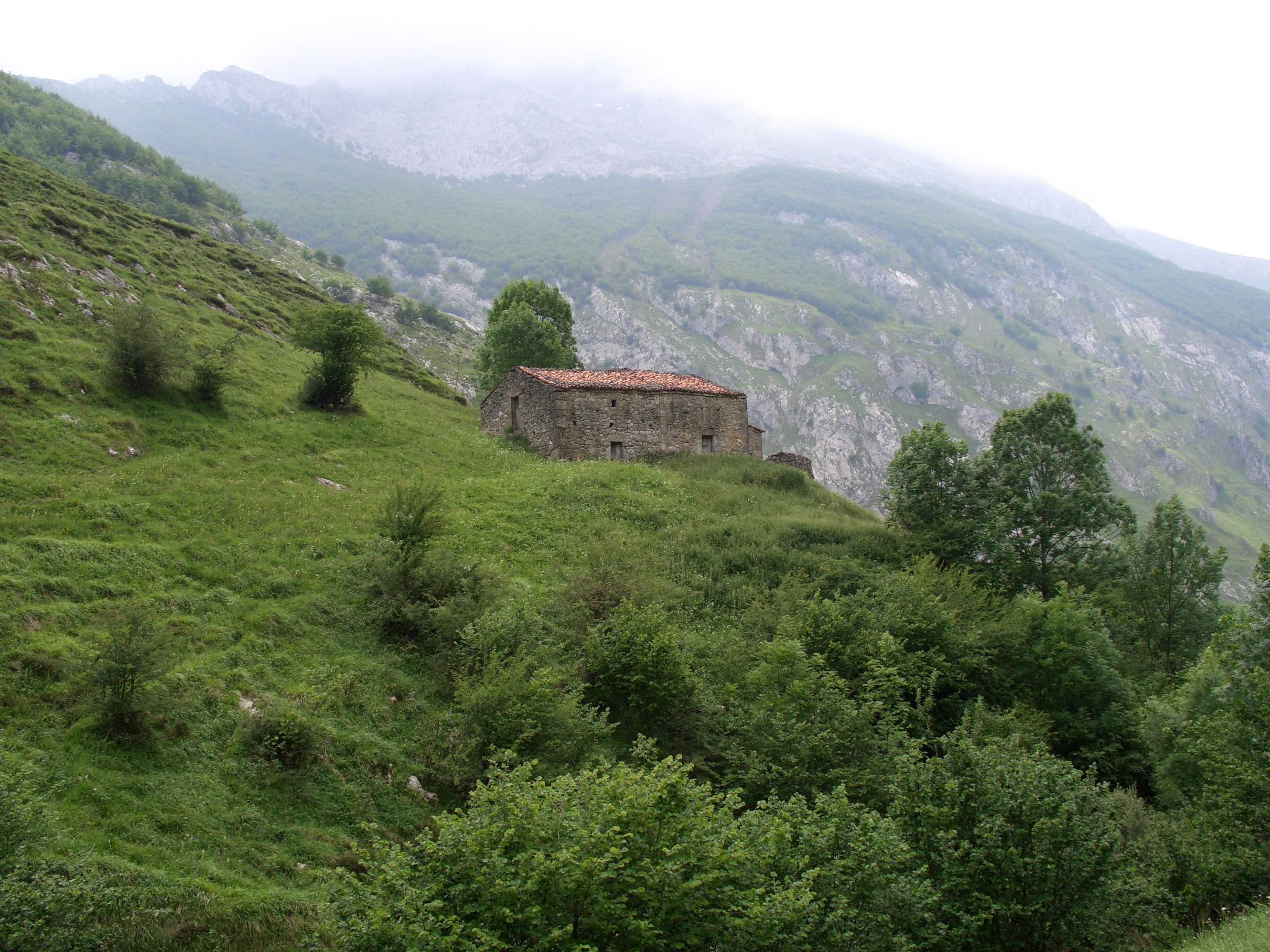
Almhütte in Bulnes
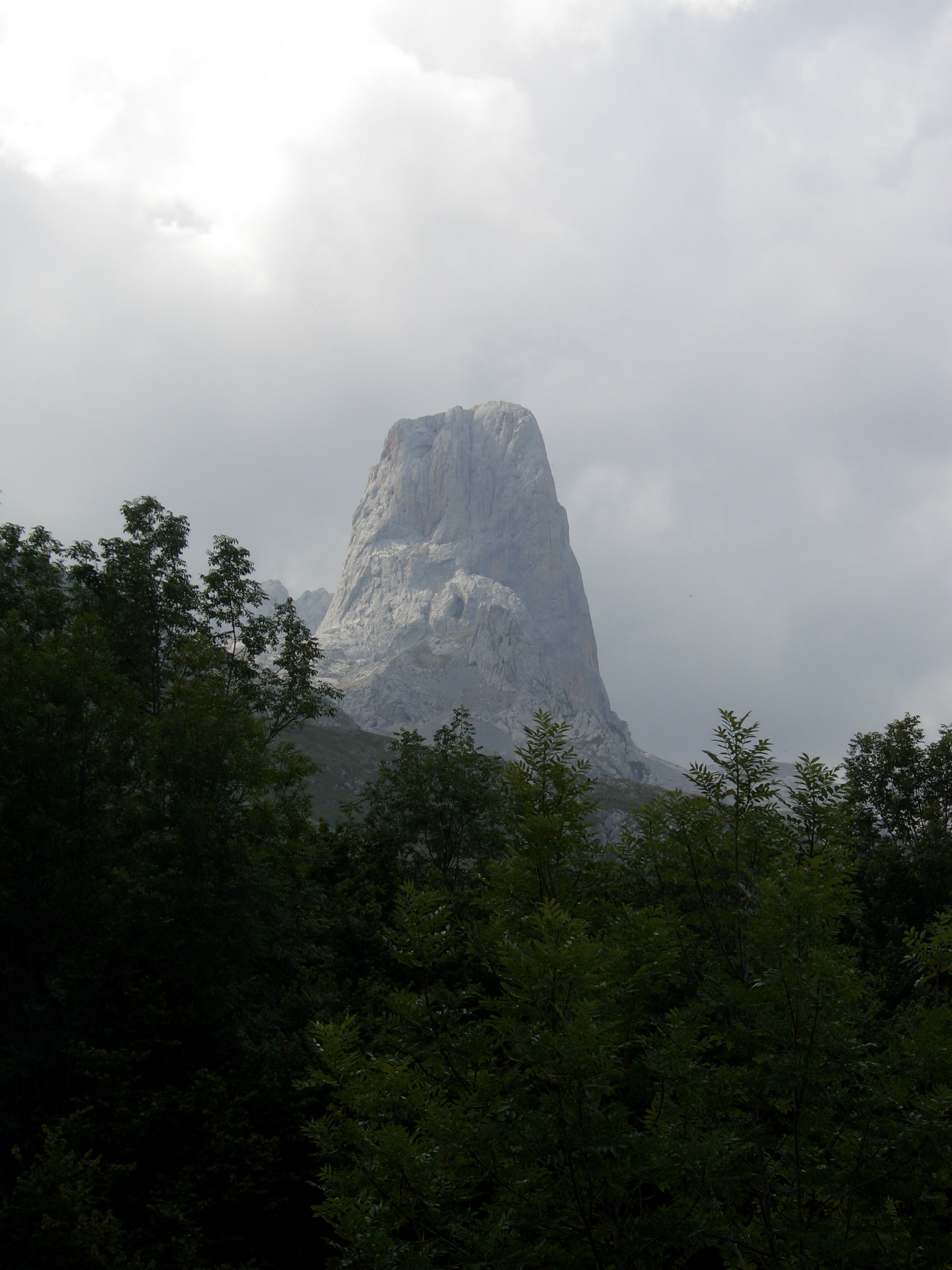
Der Naranjo de Bulnes oberhalb der Ortschaft

## Dörfer und Weiler
- Bulnes – 23 Einwohner (2014) 43° 14′ 7″ N, 4° 49′ 10″ W
- Camarmeña – 19 Einwohner (2014), die Siedlung liegt auf dem entgegengesetzten Ufer des Río Cares 43° 15′ 32″ N, 4° 50′ 10″ W

## Wirtschaft
Die Einwohner von Bulnes und Camarmeña lebten bis in die Mitte des 20. Jahrhunderts hauptsächlich als Selbstversorger von den Erträgen ihrer Felder und Gärten und von der Viehzucht. Heute spielt der Tourismus eine nicht unbedeutende Rolle im Wirtschaftsleben des Ortes. Wichtigstes und überregional bekanntes Produkt ist der Cabrales, ein Blauschimmel-Mischkäse aus Kuh-, Schafs- und Ziegenmilch.

## Sehenswürdigkeiten
- Die umgebende Landschaft von Bulnes und Camarmeña ist von außergewöhnlicher Schönheit und kann auf Wanderungen erkundet werden.
- Die ein- oder zweigeschossigen Häuser der beiden Orte sind zumeist aus Bruchsteinen errichtet.
- Die ebenfalls aus Bruchsteinen errichtete und gedrungen wirkende kleine Pfarrkirche San Martín in Bulnes mit ihrem zweiteiligen Glockengiebel (espadaña) vermittelt von außen den Eindruck einer romanischen Dorfkirche, die in späterer Zeit auf der West- und Südseite um eine Vorhalle erweitert wurde. Das von einem hölzernen Dachstuhl überspannte Innere mit seiner tonnengewölbten eingezogenen und flachschließenden Apsis wurde Ende des 20. Jahrhunderts renoviert.